# Lạc tiên bần
Lạc tiên bần, tên khoa học Passiflora suberosa, là một loài thực vật có hoa trong họ Lạc tiên. Loài này được L. mô tả khoa học đầu tiên năm 1753.